# 2022年世界擊劍錦標賽
2022年世界擊劍錦標賽於2022年7月15日至7月23日在埃及開羅體育場室內大廳綜合體舉辦。這是埃及第二次舉辦世界擊劍錦標賽。
由于俄罗斯与白俄罗斯在2022年2月开始共同参与入侵乌克兰的行动，国际击剑联合会决定禁止两国运动员参加所有国际击剑联合会赛事，直至另行通知为止。

## 賽程表
本屆賽事共舉行12項賽事。
所有時間皆為埃及標準時間（UTC+2）。
| 日期    | 時間  | 賽事               |
| ------- | ----- | ------------------ |
| 7月15日 | 09:00 | 女子銳劍預賽       |
| 7月15日 | 13:00 | 男子軍刀預賽       |
| 7月16日 | 09:00 | 女子鈍劍預賽       |
| 7月16日 | 13:99 | 男子銳劍預賽       |
| 7月17日 | 09:00 | 男子鈍劍預賽       |
| 7月17日 | 14:00 | 女子軍刀預賽       |
| 7月18日 | 18:40 | 女子銳劍淘汰賽     |
| 7月18日 | 18:40 | 男子軍刀淘汰賽     |
| 7月19日 | 18:30 | 男子銳劍淘汰賽     |
| 7月19日 | 18:30 | 女子鈍劍淘汰賽     |
| 7月20日 | 09:40 | 女子團體銳劍淘汰賽 |
| 7月20日 | 10:40 | 男子團體軍刀淘汰賽 |
| 7月20日 | 18:30 | 女子軍刀淘汰賽     |
| 7月20日 | 18:30 | 男子鈍劍淘汰賽     |
| 7月21日 | 08:30 | 男子團體銳劍淘汰賽 |
| 7月21日 | 08:30 | 女子團體鈍劍淘汰賽 |
| 7月21日 | 16:00 | 女子團體銳劍淘汰賽 |
| 7月21日 | 16:00 | 男子團體軍刀淘汰賽 |
| 7月22日 | 09:40 | 男子團體鈍劍淘汰賽 |
| 7月22日 | 11:15 | 女子團體軍刀淘汰賽 |
| 7月22日 | 16:00 | 女子團體鈍劍淘汰賽 |
| 7月22日 | 16:00 | 男子團體銳劍淘汰賽 |
| 7月23日 | 16:00 | 女子團體軍刀淘汰賽 |
| 7月23日 | 16:00 | 男子團體鈍劍淘汰賽 |

## 獎牌榜
| 排名                      | 国家 / 地区               | 金牌 | 銀牌 | 銅牌 | 总计 |
| ------------------------- | ------------------------- | ---- | ---- | ---- | ---- |
| 1                         | 法國                      | 4    | 2    | 2    | 8    |
| 2                         |                           | 3    | 0    | 0    | 3    |
| 3                         | 義大利                    | 2    | 4    | 2    | 8    |
| 4                         | 匈牙利                    | 2    | 1    | 0    | 3    |
| 5                         | 日本                      | 1    | 1    | 2    | 4    |
| 6                         | 美国                      | 0    | 2    | 2    | 4    |
| 7                         |                           | 0    | 1    | 0    | 1    |
| 7                         | 德国                      | 0    | 1    | 0    | 1    |
| 9                         | 中國香港                  | 0    | 0    | 2    | 2    |
| 9                         | 羅馬尼亞                  | 0    | 0    | 2    | 2    |
| 11                        | 比利时                    | 0    | 0    | 1    | 1    |
| 11                        | 西班牙                    | 0    | 0    | 1    | 1    |
| 11                        |                           | 0    | 0    | 1    | 1    |
| 11                        | 希腊                      | 0    | 0    | 1    | 1    |
| 11                        | 波蘭                      | 0    | 0    | 1    | 1    |
| 11                        | 乌克兰                    | 0    | 0    | 1    | 1    |
| 总计（共16个国家 / 地区） | 总计（共16个国家 / 地区） | 12   | 12   | 18   | 42   |

## 獎牌得主

### 男子
| 项目     | 金牌                                                                       | 银牌                                                                                 | 铜牌                                                                      |
| 個人銳劍 | 羅曼·卡儂納 · 法國（FRA）                                                  | 見延和靖 · 日本（JPN）                                                               | 内塞尔·洛约拉 · 比利时（BEL）                                             |
| 個人銳劍 | 羅曼·卡儂納 · 法國（FRA）                                                  | 見延和靖 · 日本（JPN）                                                               | 伊戈爾·雷伊茲林 · 乌克兰（UKR）                                           |
| 團體銳劍 | 法國 · 亚历山大·巴尔德内 · 扬尼克·博雷尔 · 羅曼·卡儂納 · 亞力克斯·法娃     | 義大利 · 加布里埃莱·奇米尼 · 达维德·迪韦罗利 · 安德烈亚·桑塔雷利 · 费代里科·维斯马拉 | 日本 · 加纳虹辉 · 松本龍 · 见延和靖 · 山田优                              |
| 個人鈍劍 | 恩佐·勒福尔 · 法國（FRA）                                                  | 托马索·马里尼 · 義大利（ITA）                                                        | 張家朗 · 中國香港（HKG）                                                  |
| 個人鈍劍 | 恩佐·勒福尔 · 法國（FRA）                                                  | 托马索·马里尼 · 義大利（ITA）                                                        | 尼克·伊特金 · 美国（USA）                                                 |
| 團體鈍劍 | 義大利 · 纪尧姆·比安基 · 阿莱西奥·福科尼 · 達尼埃萊·加羅佐 · 托马索·马里尼 | 美国 · Chase Emmer · 尼克·伊特金 · 亚历山大·马西亚拉斯 · 格雷克·迈因哈特             | 法國 · 马克西米利安·沙塔内 · 恩佐·勒福尔 · Pierre Loisel · Alexandre Sido |
| 個人軍刀 | 西拉吉·阿龙 · 匈牙利（HUN）                                                | 马克西姆·皮昂费蒂 · 法國（FRA）                                                      | 尤利安·特奥多休 · 羅馬尼亞（ROU）                                         |
| 個人軍刀 | 西拉吉·阿龙 · 匈牙利（HUN）                                                | 马克西姆·皮昂费蒂 · 法國（FRA）                                                      | 桑德罗·巴扎泽 · 格鲁吉亚（GEO）                                           |
| 團體軍刀 | · 具本佶 · 金准镐 · 金政焕 · 吴尚旭                                        | 匈牙利 · 代奇·陶马什 · 盖迈希·乔纳德 · 绍特马里·翁德拉什 · 西拉吉·阿龙               | 義大利 · 卢卡·库拉托利 · 米凯莱·加洛 · 路易吉·薩梅萊 · 彼得罗·托雷        |

### 女子
| 项目     | 金牌                                                                           | 银牌                                                                         | 铜牌 |
| 個人銳劍 | 宋世罗 · 韩国（KOR）                                                           | 亚历山德拉·恩多洛 · 德国（GER）                                              | 萝塞拉·菲亚明戈 · 義大利（ITA）                                                                         |
| 個人銳劍 | 宋世罗 · 韩国（KOR）                                                           | 亚历山德拉·恩多洛 · 德国（GER）                                              | 江旻憓 · 中國香港（HKG）                                                                                |
| 團體銳劍 | · 崔仁贞 · 姜荣美 · 李慧仁 · 宋世罗                                            | 義大利 · 萝塞拉·菲亚明戈 · 费代丽卡·伊索拉 · 玛拉·纳瓦里亚 · 阿尔贝塔·圣图乔 | 波蘭 · 雷娜塔·克纳皮克-米亚兹加 · Magdalena Pawłowska · Kamila Pytka · 马蒂娜·斯瓦托夫斯卡-文格拉尔齐克 |
| 個人鈍劍 | 伊索拉·蒂比斯 · 法國（FRA）                                                    | 阿里安娜·埃里戈 · 義大利（ITA）                                              | 李·基弗 · 美国（USA）                                                                                   |
| 個人鈍劍 | 伊索拉·蒂比斯 · 法國（FRA）                                                    | 阿里安娜·埃里戈 · 義大利（ITA）                                              | Maria Boldor · 羅馬尼亞（ROU）                                                                          |
| 團體鈍劍 | 義大利 · 阿里安娜·埃里戈 · 马丁娜·法瓦雷托 · 弗兰切斯卡·帕伦博 · 阿莉切·沃尔皮 | 美国 · 杰奎琳·杜布罗维奇 · 李·基弗 · Zander Rhodes · 马娅·温特劳布           | 法國 · 阿妮塔·布拉兹 · 索萊娜·比特魯耶 · 波利娜·朗维埃 · 伊索拉·蒂比斯                                  |
| 個人軍刀 | 江村美咲 · 日本（JPN）                                                         | 安娜·巴什塔 · 阿塞拜疆（AZE）                                                | 阿拉塞莉·纳瓦罗 · 西班牙（ESP）                                                                         |
| 個人軍刀 | 江村美咲 · 日本（JPN）                                                         | 安娜·巴什塔 · 阿塞拜疆（AZE）                                                | 德斯皮娜·乔治亚祖 · 希腊（GRE）                                                                         |
| 團體軍刀 | 匈牙利 · 鲍陶伊·舒加尔·考廷考 · 考托瑙·雷娜塔 · 普斯陶伊·莉扎 · 叙奇·卢卡      | 法國 · 萨拉·巴尔泽尔 · 萨拉·努特沙 · Anne Poupinet · 卡罗琳·凯罗利           | 日本 · 江村美咲 · 福岛史帆实 · 小林佳苗 · 尾崎世梨                                                      |

## 外部連結
- Official website （页面存档备份，存于）